# Żleb Darmstädtera

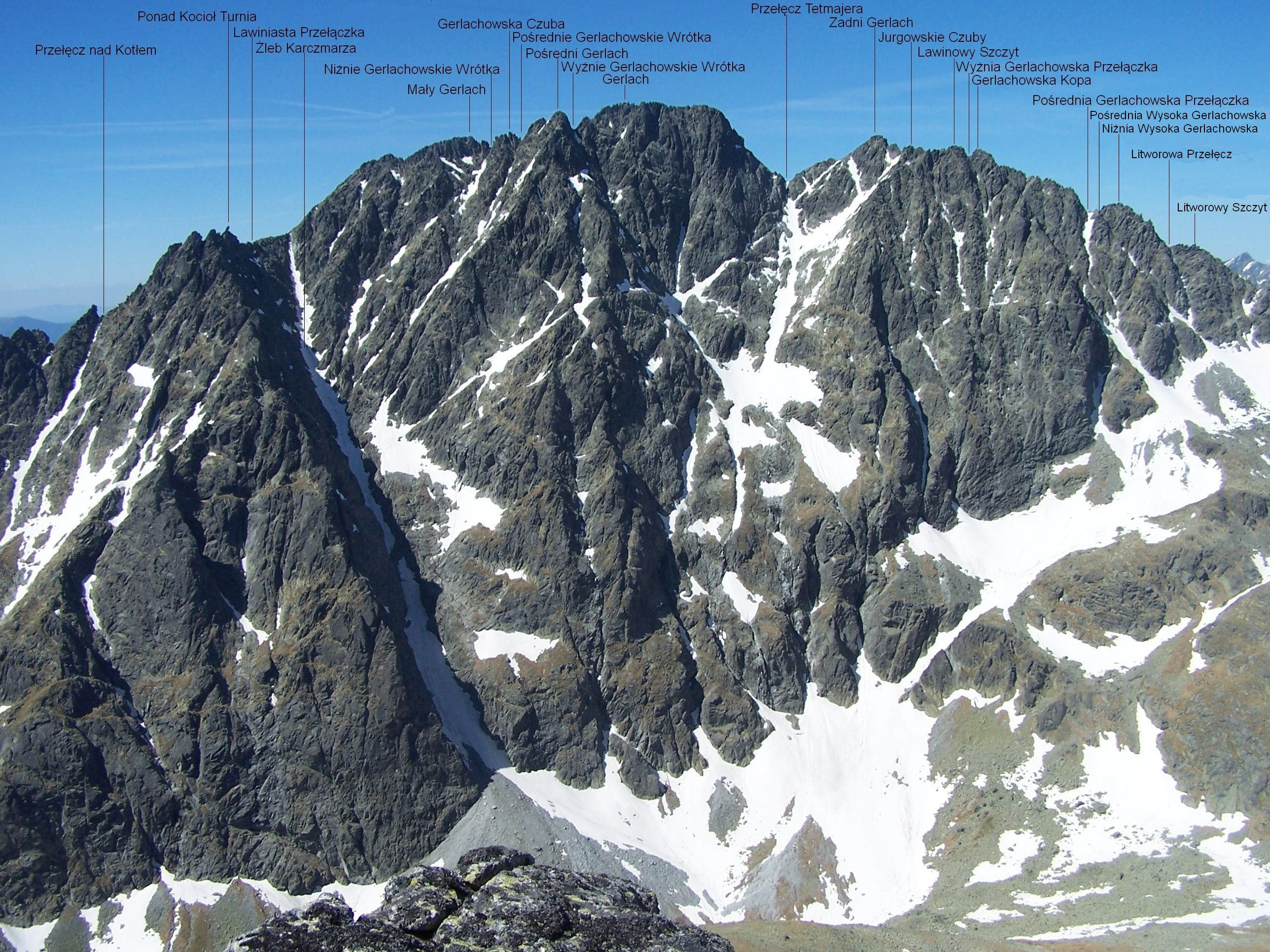
Żleb Darmstädtera poniżej przełęczy Tetmajera

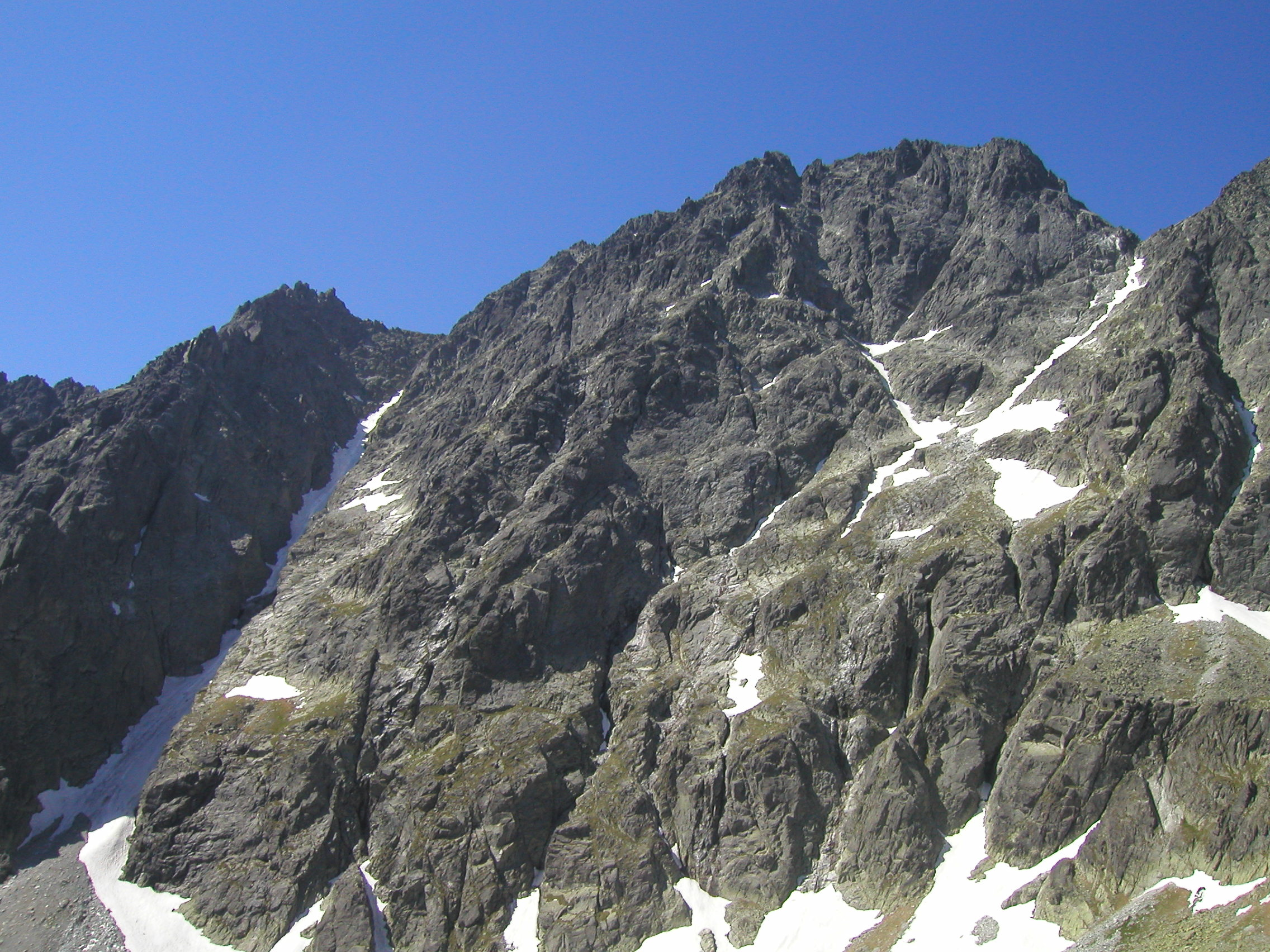
Żleb Darmstädtera widoczny po prawej stronie zdjęcia (opadający spod Przełęczy Tetmajera)

Żleb Darmstädtera (słow. Darmstädterov žľab) – jeden ze żlebów w masywie Gerlacha w słowackiej części Tatr Wysokich. Żleb Darmstädtera opada spod Przełęczy Tetmajera i kieruje się na północny wschód w stronę Doliny Wielickiej. Przez Żleb Darmstädtera nie wiodą żadne znakowane szlaki turystyczne, biegnie nim taternicka droga (tzw. droga Darmstädtera) z Doliny Wielickiej na Przełęcz Tetmajera.
Nazewnictwo Żlebu Darmstädtera upamiętnia Ludwiga Darmstädtera – alpinistę, który wraz z przewodnikiem Hansem Stabelerem dokonał pierwszego przejścia tegoż żlebu.

## Historia
Pierwsze wejścia turystyczne Żlebem Darmstädtera na Przełęcz Tetmajera:
- Ludwig Darmstädter i Hans Stabeler (inaczej Johann Niederwieser), 23 lipca 1899 r. – letnie,
- Jacelín i towarzysze, 22 kwietnia 1950 r. – zimowe.